# Ednilson
Cet article possède un paronyme, voir Edmilson (homonymie).
Ednilson, de son nom complet Ednilson Pedro Rocha Andrade Mendes, né le 25 septembre 1982 à Bissau, est un footballeur bissau-guinéen et portugais. Il évoluait au poste de milieu défensif.

## Biographie

### En club
Formé au Boavista FC au Portugal, Ednilson rejoint très jeune l’AS Rome en 1999, où il fait une apparition en Serie A,.
De retour au Portugal, il s’engage avec le SL Benfica en 2000, disputant 43 matchs de championnat en trois saisons. Il passe ensuite par le Vitória Guimarães, le Gil Vicente, puis s’expatrie en Grèce, où il joue deux saisons avec l’OFI Crète,.
En 2007, il signe au Partizan Belgrade et remporte le championnat de Serbie. Il poursuit sa carrière à l’AEK Larnaca (Chypre), au Dinamo Tbilissi (Géorgie) et au Vasas SC (Hongrie), avant de mettre fin à sa carrière en 2012,.

### En sélection
International portugais dans les catégories de jeunes, Ednilson participe au Championnat d’Europe des moins de 16 ans 1999, remporté par le Portugal.
Né en Guinée-Bissau, il choisit plus tard de représenter son pays d’origine. Il compte 3 sélections avec l’équipe nationale entre 2010 et 2011.

## Palmarès

### En club
Partizan Belgrade
- Championnat de Serbie :
  - Champion : 2007-08.

### En sélection
Portugal - 16 ans
- Euro des moins de 16 ans  :
  - Champion : 1999.